# Michail Evgrafovič Saltykov-Ščedrin
Michail Evgrafovič Saltykov-Ščedrin (in russo Михаил Евграфович Салтыков-Щедрин?), anche noto con lo pseudonimo di Ščedrin, nato Michail Evgrafovič Saltykov, (Spas-Ugol, 27 gennaio 1826 – San Pietroburgo, 10 maggio 1889) è stato uno scrittore e giornalista russo.

## Biografia

### Un'infanzia difficile
Michail nasce nello sperduto villaggio di Spas-Ugol, nel distretto di Tver', sesto di sette figli, da Evgraf Vasil'evič Saltykov, tipico nobile di provincia, indolente proprietario di diverse migliaia di servi, che lavorano le sue terre, lasciate amministrare alla moglie Ol'ga Michajlovna, di venticinque anni più giovane, figlia di mercanti, avarissima, ignorante e spietata fustigatrice dei figli, che Michail odia per tutta la vita e che rappresenterà nel suo capolavoro I signori Golovlëv nella figura di Arina Petrovna.

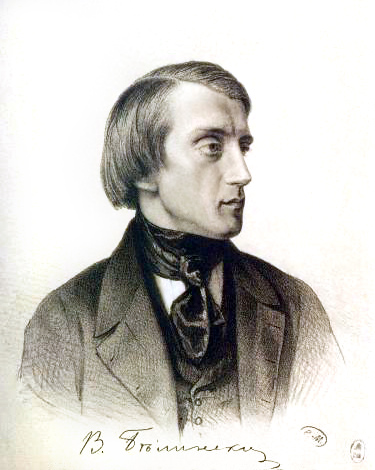
Vissarion Grigorevič Belinskij

La sua prima istruzione è avventurosa, passando per le mani di un pittore d'icone che ha scarsa dimestichezza con la lingua russa, per quelle del prete del villaggio e, infine, attraverso quelle della governante francese, più appassionata alla vodka russa che all'insegnamento. Con suo sollievo il piccolo Michail nel 1836 si sottrae all'ambiente familiare per andare a Mosca a studiare all'Istituto Nobile, e di qui al Liceo imperiale di Carskoe Selo, che è alle dirette dipendenze dal Ministero della Guerra, dove si preparano i futuri funzionari dello Stato zarista: l'insegnamento è basato sull'assimilazione mnemonica di una quantità di nozioni, unito a una disciplina da caserma prussiana.
È nel periodo del liceo che comincia a leggere, spesso di nascosto, romanzi e libri di storia e di filosofia e a scrivere versi a imitazione di Lermontov, frequentando anche le riunioni dei giovani intellettuali in casa del poeta Nikolaj Jazykov, dove conosce lo scrittore Panaev e il famoso critico Belinskij. Concluso il liceo nel 1844, viene assunto al Ministero come impiegato, ma è del tutto disinteressato al suo lavoro: maggiore interesse prova ogni venerdì sera alle riunioni, frequentate anche dal giovane Dostoevskij, in casa del suo ex-compagno di liceo Michail Butasevič Petraševskij, un socialista utopista seguace di Fourier, che spera di rinnovare il paese fondando un falansterio e organizzando un movimento intellettuale a cui aderiscano i più illuminati fra i nobili e i borghesi russi.

### Gli esordi letterari
Dura un paio d'anni l'interesse di Saltykov-Ščedrin per il gruppo di Petraševskij, destinato a conoscere i campi della Siberia: egli se ne allontana giudicando velleitario il loro programma: a essi sembrano interessare le idee astratte più che le necessità concrete di un popolo di cui ignorano i reali bisogni. Ottiene di collaborare alla gloriosa rivista Sovremennik (Il contemporaneo), già diretta da Puškin e ora da Nekrasov, scrivendo recensioni; nel novembre 1847 pubblica il suo primo racconto, Protivorečija (Contraddizioni), e l'anno dopo Zaputannoe delo (Una storia complicata), entrambi sulla rivista Otečestvennye zapiski (Annali patri).
«Siamo tutti usciti dal cappotto di Gogol'», scrive Belinskij, e anche il protagonista della Storia complicata, Mičulin, è vicino all'immortale figura di Akakij Akakevič: timido e sentimentale, è destinato a essere divorato, come pecora fra i lupi, dalla cattiveria di una società spietata e a morire nell'indifferenza della grande capitale. Sono proprio i riferimenti ai lupi, che tutto mangiano ma che dovrebbero essere tutti sterminati, a provocare la repressione della polizia di Nicola I, già allarmata dalle notizie provenienti dalla Francia, dove Parigi è insorta nel febbraio 1848: il 28 aprile Saltykov-Ščedrin, accusato di propaganda sovversiva, viene punito con l'obbligo di lasciare San Pietroburgo per andarsene a risiedere a Vjatka, paesino lontano più di mille chilometri, degradato a copista nella burocrazia statale.
La sua vendetta contro il regime sarà raffinata: anziché accomodarsi nella parassitaria sicurezza di un tranquillo impiego statale, diviene un burocrate efficiente e zelante. Attivissimo, denuncia corruzioni, scopre imbrogli, rivela concussioni: è il terrore degli amministratori incapaci, il fustigatore dei governatori corrotti, il persecutore dei ricchi proprietari che prosperano all'ombra della grande burocrazia imperiale. Il suo zelo viene premiato ed egli scala i gradini della carriera statale.

### Il successo

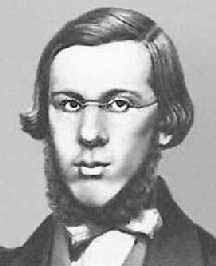
Nikolaj Aleksandrovič Dobroljubov

Il 2 marzo 1855 è un giorno fausto per la Russia liberale e per Saltykov-Ščedrin: muore lo zar Nicola I, brutale e ottuso autocrate. Il 13 novembre viene revocato il decreto di confino e lo scrittore può tornare a San Pietroburgo dove pubblica una nuova serie di racconti, Gubernskie očerki (Schizzi provinciali) e si sposa. È il matrimonio con una donna che non somiglia in nulla alla madre, ma che egli finirà presto per disprezzare e dalla quale sarà considerato una persona triste e noiosa: lei è invece allegra ma superficiale, bella ma frivola, «il suo ideale» - scrive Michail - «sarebbe quello di passare la parte più lunga della sua giornata in giro per negozi, per poi tornare a casa con qualche amico [...] farsi corteggiare e ogni tanto cambiarsi d'abito».
Ritornando a Pietroburgo, comincia subito a pubblicare mensilmente dei racconti sulla rivista Messaggero russo, che nel 1856 vengono raccolti in volume con il titolo di Schizzi provinciali, nel quale lo scrittore si presenta per la prima volta con lo pseudonimo di Ščedrin. È evidente in essi il riferimento alla vita trascorsa a Vjatka, qui ribattezzata Krutogorsk, nome di città immaginaria che significa "dirupo". Quasi tutti i racconti consistono in monologhi dove i protagonisti si presentano per quello che sono: ladri, corrotti, parassiti, ignoranti, malvagi, e denuncia quello che fanno. Sono tutti nobili e borghesi, funzionari e burocrati: nessuno prende provvedimenti contro costoro, ognuno sa e non agisce, mentre sulla maggioranza del popolo russo che li mantiene, sui semplici, sui contadini, presentati come gente onesta e laboriosa, grava la loro corruzione e la loro inciviltà.
Sono racconti satirici ed esopici, non scritti in una forma grevemente seriosa di denuncia morale e sociale; questa è naturalmente ben presente e rappresenta infatti l'intento reale dello scrittore, che tuttavia intende presentare la miseria della condizione della Russia nella forma già utilizzata da Gogol', seppure con minore capacità artistica - non a caso Turgenev la censura, giudicando grossolano il sarcasmo di Saltykov-Ščedrin e basso il suo stile, ma il resto della critica radicale, che fa capo a Sovremennik (Il contemporaneo) di Černyševskij e Dobroljubov e che apprezza il messaggio espresso più che la forma, esalta lo scrittore e ne proclama il successo, confermato dal pubblico, che ama leggere divertendosi di cose che conosce e che disapprova ma che non ha il coraggio di denunciare.

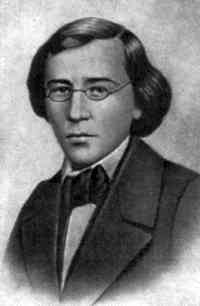
Nikolaj Gavrilovič Černyševskij

La fama di Saltykov-Ščedrin arriva naturalmente ai livelli più alti e Alessandro II, che ha deciso di togliere la Russia dal degrado anacronistico del servaggio feudale, nel 1858 nomina l'alto funzionario Michail Saltykov-Ščedrin vicegovernatore del distretto di Rjazan'. Odiato dalla nobiltà locale, viene trasferito a Tver', dove apprende del decreto di liberazione dei servi della gleba firmato il 3 marzo 1861.
Il decreto assegna della terra alla comunità di villaggio, che a sua volta la ripartisce tra i suoi membri: la terra rimane proprietà della comunità, alla quale il contadino rimane legato e, pur non essendone libero proprietario, deve riscattarla pagando all'ex-proprietario nobile lunghissimi canoni - aggravati dagli interessi da pagare allo Stato che presta il denaro - e rimanendo obbligato a lavorare gratuitamente per più di un mese all'anno le terre del padrone, il quale mantiene nei suoi confronti il potere di polizia.
L'illusione sull'"illuminismo" dello zar, che ha fatto la riforma tenendo soprattutto conto delle richieste dei proprietari, svanisce presto, dando luogo a disordini che sono repressi con violenza, e la questione agraria finisce per rimanere aperta per tutta la durata del regime zarista.
Anche Saltykov-Ščedrin che, come Černyševskij e Dobroljubov, aveva creduto inizialmente alla buona fede riformatrice di Alessandro II, si disillude: gli arbitri che sono chiamati a dirimere le contestazioni che sorgono inevitabili nel periodo dell'applicazione della riforma, sono naturalmente nobili, e Saltykov-Ščedrin denuncia la loro parzialità innescando con un giornalista - che pretende invece che i proprietari siano comunque favoriti nelle controversie - una vivace polemica nella quale egli non può che rimanere vittima, così che è costretto a presentare le sue dimissioni.

### L'impegno letterario e politico
Può così dedicarsi a tempo pieno alla letteratura: collabora a Il contemporaneo che, chiuso nel 1862 con l'arresto di Černyševskij, riapre nel febbraio 1863 sotto la direzione di Nekrasov. Pubblicati i Nevinnye rasskazy (Racconti innocenti) e le Satiry v proze (Satire in prosa), ritiene che sia finito il tempo dei racconti che finiscono per piacere al pubblico perché mettono in scena delle macchiette divertenti, anche se attraverso quelle l'intento è pur sempre quello della denuncia morale e sociale. Pensa all'utilità di una rivista letteraria e politica insieme, che si faccia portavoce dei bisogni del popolo russo e avanzi proposte democratiche e solleciti risposte dal potere.

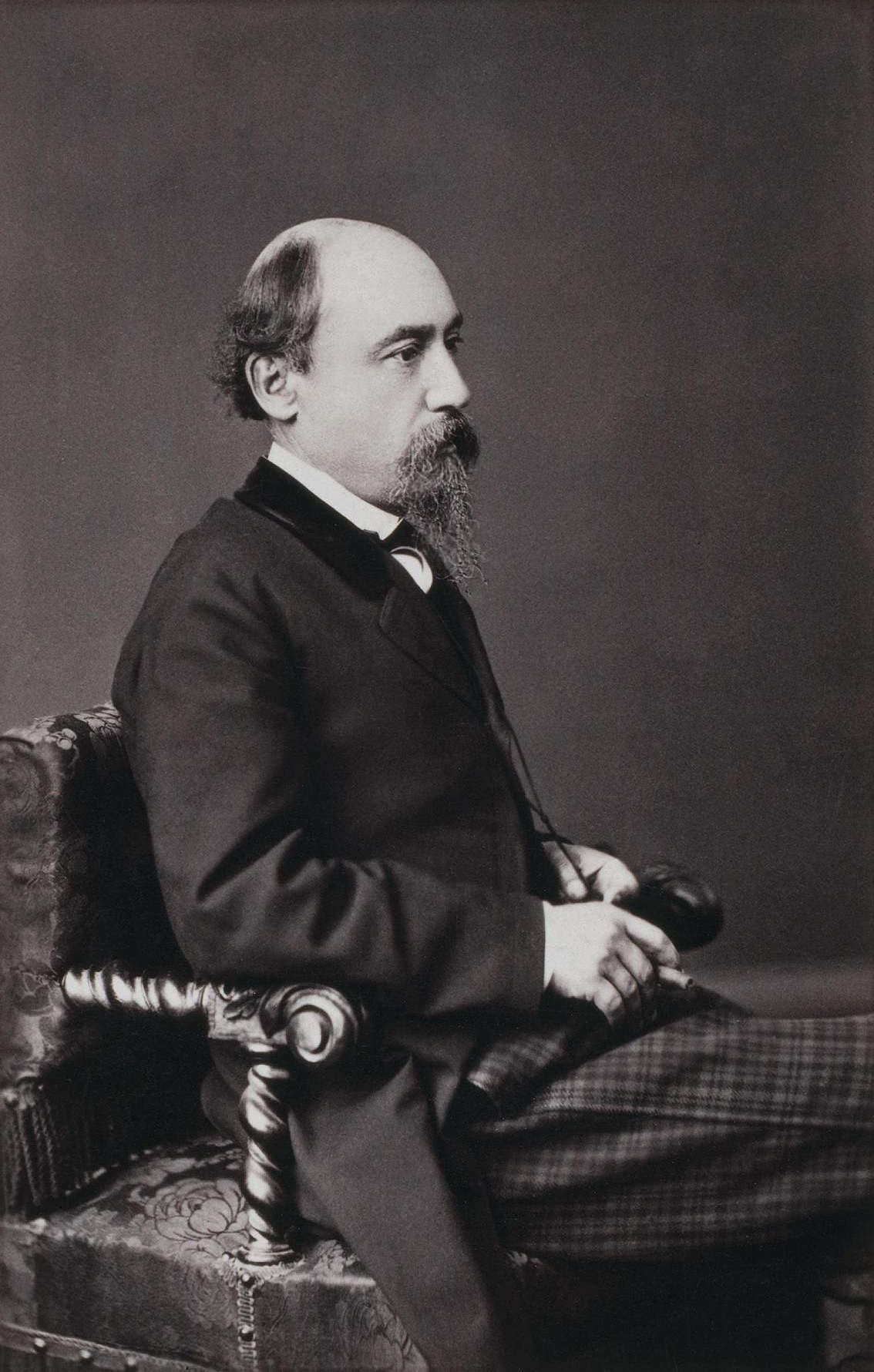
Nikolaj Alekseevič Nekrasov

Però nessuna risposta arriva intanto dal potere alla sua richiesta di autorizzazione a pubblicare la nuova rivista e Saltykov-Ščedrin continua a lavorare nella redazione de Il contemporaneo, dove attacca la letteratura della poesia pura alla Fet-Šenšin, l'arte del narcisismo e dell'evasione. Tuttavia le sue idee non si accordano con quelle di tutti i redattori: gli si rimprovera di essere slavofilo e di avere concezioni arretrate sulla questione femminile, cosicché alla fine del 1864 si dimette dalla redazione della rivista, che del resto viene nuovamente chiusa di lì a poco dal governo.
Tornato in forza nella burocrazia statale, è presidente della Camera di Commercio di Penza e subito si mette in rotta di collisione con l'amministrazione delle finanze fino a essere trasferito a Rjazan'. Questa volta ritiene di averne abbastanza e nel 1868 dà definitivamente le dimissioni da dirigente statale e ritorna a tempo pieno all'attività letteraria: a Pietroburgo accetta il nuovo invito di Nekrasov, ora direttore della rivista Annali patri, di entrare nella redazione. Nemmeno qui si smentisce: sempre presente nei locali della rivista, ne è il polemico animatore ed è anche più convinto delle sue scelte politiche, che si avvicinano al radicalismo populista.
Nella rivista pubblica nel corso degli anni dal 1863 al 1874 Pompadury e pompadurči (I pompadour e le pompadour), opera che richiama gli Schizzi di una decina di anni prima: i "pompadour" sono i governatori delle province russe - che Saltykov-Ščedrin conosce certo molto bene - che sanno, o almeno lo scrittore è convinto che sappiano, l'inutilità della loro funzione e sono persino persuasi dell'inutilità delle leggi che sono chiamati a far rispettare. Il miglior governatore, per il popolo, è colui che non governa. Ancòra negli Annali patri esce a puntate dal 1869 al 1870 il primo dei romanzi di Saltykov-Ščedrin, Storia di una città, che, apparentemente surreale, è una violentissima satira della Russia contemporanea. Saltykov-Ščedrin finge di aver scoperto un'antica cronaca della città di Glupov, nome di fantasia derivante da "glupyj", "stupido". In essa si riportano i nomi degli antichi governatori della città, brutali autocrati che tenevano sottomessa la popolazione a suon di frustate. Se il loro sistema di governo rimase sempre immutato, diversa fu, nel tempo, la giustificazione dell'uso della violenza e la reazione dei cittadini:
È evidente il riferimento agli ultimi secoli della storia russa fino agli anni recenti e attuali: il governatore che costringe i cittadini a mangiare la senape, anche se questi non ne vogliono sapere, ricorda l'analoga iniziativa dello zar Nicola I, che a bastonate rende obbligatorio ai contadini il consumo delle patate.

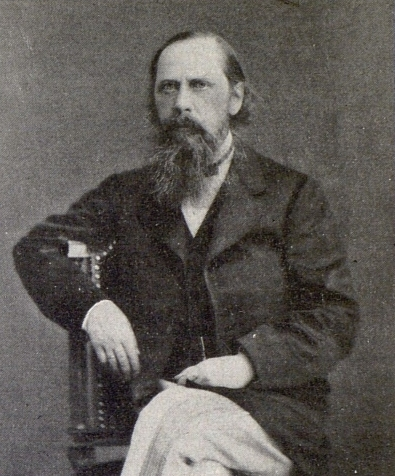
Michail Saltykov-Ščedrin nel 1870

Arriva un altro governatore che decide di distruggere la vecchia città per ricostruirne un modello; viene deviato anche il fiume, che disturba il progetto, ma la diga costruita appositamente crolla, il lavoro impiegato si rivela inutile e tutto riprende il suo corso consueto. Il governatore, spossato dalla gigantesca lotta, si addormenta per la strada e ognuno può avvicinarsi per osservarlo convincendosi «che era solo un perfetto imbecille [ ... ] si era potuto pensare che incarnasse una forza gigantesca e irresistibile [ ... ] ora che il suo sguardo immondo non pesava su nessuno, diveniva lampante che questa forza irresistibile non era altro che una sconfinata stupidità». Quando la popolazione prende finalmente coscienza della propria condizione e di chi siano veramente coloro che la dominano, un ciclone si abbatte, improvviso e violentissimo, sulla città e spazza via il governatore.
Con i Gospoda Taškentcy (I signori di Taškent) Saltykov-Ščedrin torna alle raccolte di racconti, pubblicati dal 1869 al 1872. La città è reale, essendo la capitale del Turkestan, appena conquistato nel 1864 nel corso dell'espansione russa in Oriente, che ha reso possibile l'attivismo imprenditoriale in una regione che deve essere modernizzata. Tashkent si trova in «zona famosa per i suoi montoni che hanno tutti una curiosa caratteristica: si lasciano tutti tosare facilmente e la loro lana ricresce con una rapidità impressionante. Non sembra che si preoccupino di sapere chi li tosa: sanno solo che la tosatura è un fattore inevitabile nella loro esistenza. Quando vedono arrivare di lontano l'uomo che tosa, piegano le zampe e aspettano». Naturalmente le città come Tashkent abbondano in Russia: «Se vi trovate in una città in cui le statistiche dichiarano: abitanti tot, chiese tot, scuole zero, ospedali zero, prigioni una, potete stare tranquilli: siete a Tashkent».

Dopo aver preso direttamente di mira gli «avvoltoi», gli industriali e i grandi commercianti che si arricchiscono con gli appalti pubblici in una Russia che, pur ancora miserabile, cerca di darsi superficialmente un aspetto evoluto, moderno e alla moda, come i più avanzati paesi europei, Saltykov-Ščedrin attacca quella stampa che finge di ignorare l'arretratezza a la miseria russa per inneggiare alle sorti inevitabilmente progressive che si prospettano. Due sono i protagonisti del suo nuovo romanzo Dvevnik provinciala v Peterburge (Diario di un provinciale a Pietroburgo), sempre pubblicato dal 1872 al 1873 negli Annali patri. Uno è un giornalista che, pieno di debiti, «vende la sua penna» a un industriale che gli chiede, in cambio di quintali di chicchi d'orzo, d'improntare la politica editoriale del suo giornale su tre concetti essenziali: 
 L'altro protagonista è la vittima del sistema e dei suoi incensatori, un provinciale che è arrivato a Pietroburgo sperando di fare fortuna investendo il suo piccolo capitale. Inebriato dalle illusioni di un progresso di cartapesta, è truffato, finisce sotto processo, in prigione e infine in manicomio.

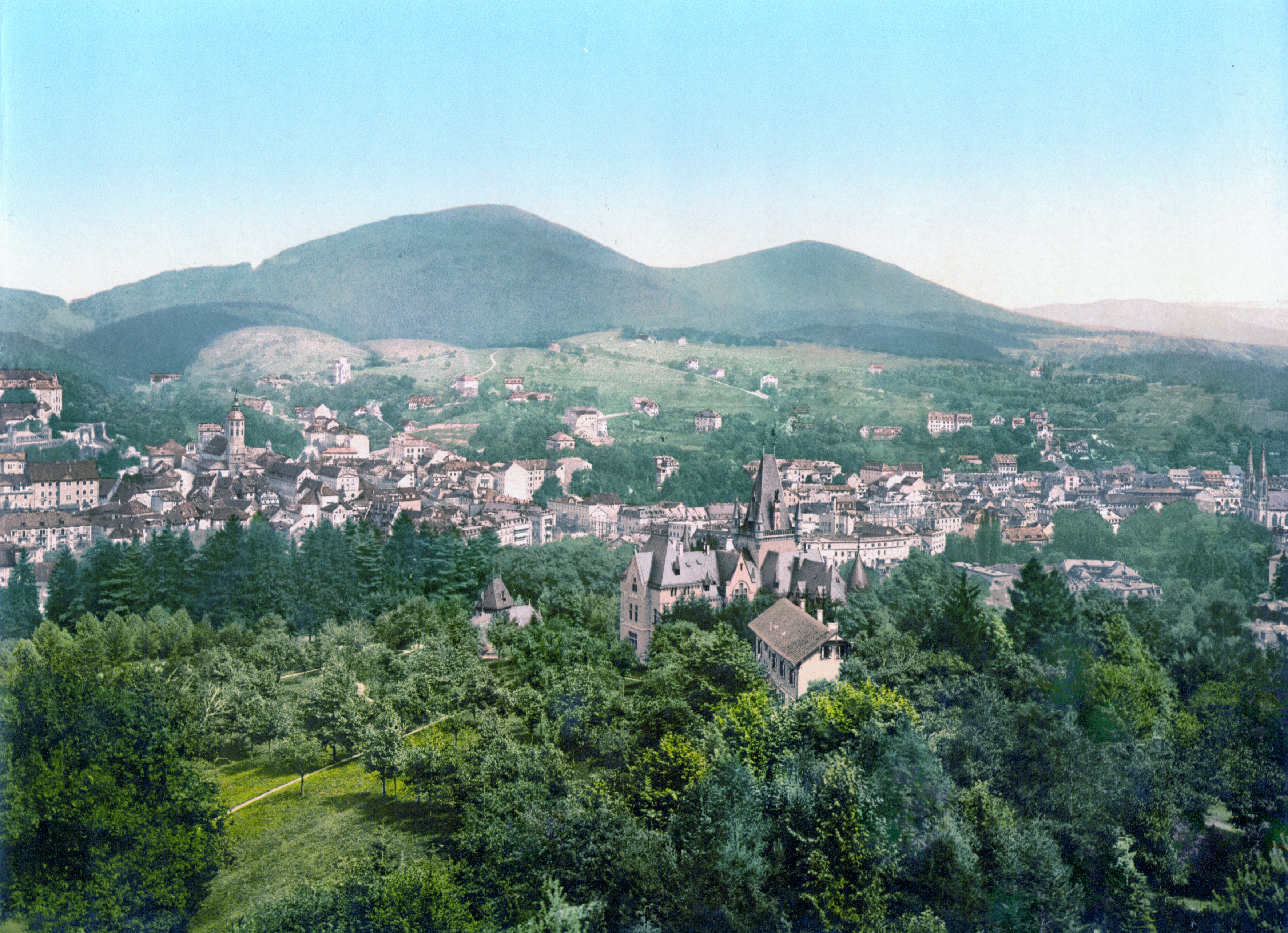
Baden-Baden a fine Ottocento

Con la morte della madre, avvenuta nel 1874, e probabilmente a conseguenza di essa, la salute di Saltykov-Ščedrin peggiora: si ritiene che l'ostilità sempre nutrita nei suoi confronti e i problemi di eredità che ne derivano, abbiano provocato i disturbi nervosi e cardiaci che lo affliggono per quasi un anno. Si cura alle terme di Baden-Baden, località climatica tedesca molto alla moda a quel tempo e poi si distrae viaggiando: è impressionato da Parigi, la vivace capitale intellettuale del mondo, e dalla Costa Azzurra; viene a contatto con Zola e Flaubert. È la prima e ultima volta che ha l'occasione di viaggiare all'estero, e torna in Russia ristabilito e rinfrancato. Riconosce che in Occidente si stia meglio ma è troppo legato, malgrado tutto, al suo paese per potervi rinunciare: «Da noi non si sta così bene, eppure è meglio. È meglio perché si soffre di più. Questa è la particolare legge dell'amore».
Con la morte di Nekrasov nel 1877, Saltykov-Ščedrin assume la direzione degli Annali patri con una redazione di prim'ordine, ove spiccano il drammaturgo Ostrovskij, i romanzieri Garšin e Uspenskij, i poeti Nadson e Merežkovskij e il critico radicale Michajlovskij. Nel 1878 dà alla luce Ubežišče Monrepo (L'asilo Mon repos), nuovo attacco alla grande borghesia emergente - che assorbe le piccole proprietà agricole - che è nel contempo una difesa dei piccoli proprietari che erano stati «i pilastri in epoche oscure, quando la gente chinava la schiena senza sapere perché» e ora sono le vittime predestinate dell'aggressivo capitalismo russo.

### «I signori Golovlëv»
Saltykov-Ščedrin inizia a scrivere I signori Golovlëv nel 1875 quando si trova in Francia senza avere inizialmente un piano preciso dell'opera complessiva. Si sviluppa lentamente un romanzo, pubblicato nel 1880 che, lontano dalle satire consuete al narratore, dà luogo a una rappresentazione cupa e tragica della storia di una famiglia di proprietari terrieri dominata dall'avidità della ricchezza, dal possesso della terra che madre, figli e nipoti antepongono ai legami di famiglia, agli affetti e alla pietà. In questo che è «il più grande "monumentum odiosum" eretto alla memoria della nobiltà provinciale russa», i personaggi sembrano non avere più nulla delle caratteristiche comuni che legano i membri di una stessa famiglia: madre e moglie, padre e marito, figlio e fratello, tutti si odiano, ognuno è nemico dell'altro, ogni qualità positiva è perduta in una vita passata nell'ozio e nell'alcolismo.

## Opere
- Una storia complicata, 1848
- Schizzi provinciali, 1856
- Racconti innocenti, 1863
- Satire in prosa, 1863
- I pompadour e le pompadour, 1863-1873
- Storia di una città, 1869
- I signori di Taškent, 1869-1877
- Diario di un provinciale a Pietroburgo, 1872-1873
- L'asilo Mon repos, 1878
- I signori Golovlëv, 1880
- Lettere alla zietta, 1881
- Fiabe, 1885
- Futilità della vita, 1886
- Antichi tempi di Pošechone, 1890

### Traduzioni italiane
- Storia di una città, Roma 1961
- Antichi tempi di Pošechone, Torino 1962
- Le fiabe di Saltikov-Ščedrin, Padova 1964
- I signori Golovlëv, Milano 1994 ISBN 88-7819-505-7; I signori Golovlëv, trad. B. Osimo, Milano, Frassinelli, 1995
- Fatti d'altri tempi nel distretto di Pošechon'je, Quodlibet, Macerata 2013 ISBN 978-88-7462-402-7